# Déprotonation
La déprotonation est une réaction chimique au cours de laquelle un proton H+ est retiré d'une molécule, qui va former sa base conjuguée. La propension d'une molécule à libérer un proton est mesurée par son pKa (mesure de l'acidité). Celui-ci sera d'autant plus bas que le proton était lié à des atomes ou groupes électronégatifs. Ainsi, en chimie organique, un acide carboxylique, R-COOH se déprotone très généralement plus facilement qu'un alcool, R-OH.

## Origine du mot
Une déprotonation consiste à retirer à une molécule (ou à un ion), un ou plusieurs cations H+ (et non pas à retirer un ou plusieurs atomes d'hydrogène, opération que l'on nomme déshydrogénation). Un atome d'hydrogène étant constitué d'un unique proton servant de noyau et d'un électron gravitant autour de lui, le cation H+, privé de son électron, se résume à un unique proton et c'est la raison pour laquelle on utilise le terme "déprotonation", basé sur le mot "proton".

## Réactions chimiques associées
La déprotonation est une réaction chimique directement liée aux réactions acido-basiques, réactions très courantes en chimie organique. Dans le cas de réactions acido-basiques impliquant un ou plusieurs polyacides, un même réactif peut subir plus d'une déprotonation.
La déprotonation d'une espèce chimique implique la protonation d'un autre réactif. L'ensemble de cet échange de protons est appelé protolyse. Dans le cas d'une espèce ampholyte (comme l'eau), on peut assister à la réaction d'une espèce chimique avec un réactif de la même espèce chimique, on parle alors d'autoprotolyse.